# Гурмаза, Валентина Петровна
Валентина Петровна Гурмаза (27 июня 1929 — 1 января 2014) — бригадир электросварщиков завода имени 61 коммунара Херсонского совнархоза, город Николаев, Герой Социалистического Труда (1960).

## Биография
Родилась в 1929 году в селе Себино, Новоодесского района Николаевской области в украинской семье.
В 1946 году окончила школу фабрично-заводского обучения № 4 и начала работать электросварщицей корпусо-сварочного цеха на заводе имени 61 коммунара в Николаеве. Чуть позже возглавила бригаду электросварщиков.
Активно работала в строительстве новых рефрижераторных судов. Её имя занесено в книгу почёта завода.
Указом Президиума Верховного Совета СССР от 7 марта 1960 года за получение высоких показателей в судостроительстве и в связи с празднованием Международного женского дня Валентине Петровне Гурмаза было присвоено звание Героя Социалистического Труда с вручением ордена Ленина и медали «Серп и Молот».
Трудилась на заводе до выхода на заслуженный отдых.
Проживала в Николаеве. Умерла 1 января 2014 года.

## Награды
За трудовые успехи была удостоена:
- золотая звезда «Серп и Молот» (07.03.1960)
- орден Ленина (07.03.1960)
- Медаль "За трудовое отличие" (15.08.1951)
- другие медали.